# Кандала
Кандала — древний портовый город в северо-восточной провинции Бари в Сомали.
Расположено на северном побережье региона Бари, который является частью практически автономного Пунтленда.
Воздушное сообщение в городе осуществляется местным аэропортом.
Население Кандалы составляет около 19,300 жителей.

## История
26 октября 2016 года связанная с ИГИЛ группировка боевиков захватила Кандалу  с 50 вооруженными бойцами после короткой перестрелки с местными силами. Таким образом, став первым городом, захваченным  Исламским государством в Сомали. BBC News сообщило, что ИГИЛ покинули город по неясным причинам. Однако другие СМИ опровергли это сообщение, заявив, что оно ложное. 7 декабря 2016 года сомалийский чиновник заявил, что силы безопасности Пунтленда отбили порт, убив 30 боевиков. Еще четыре солдата были убиты в ходе операции.